# Schloss Vettelhoven

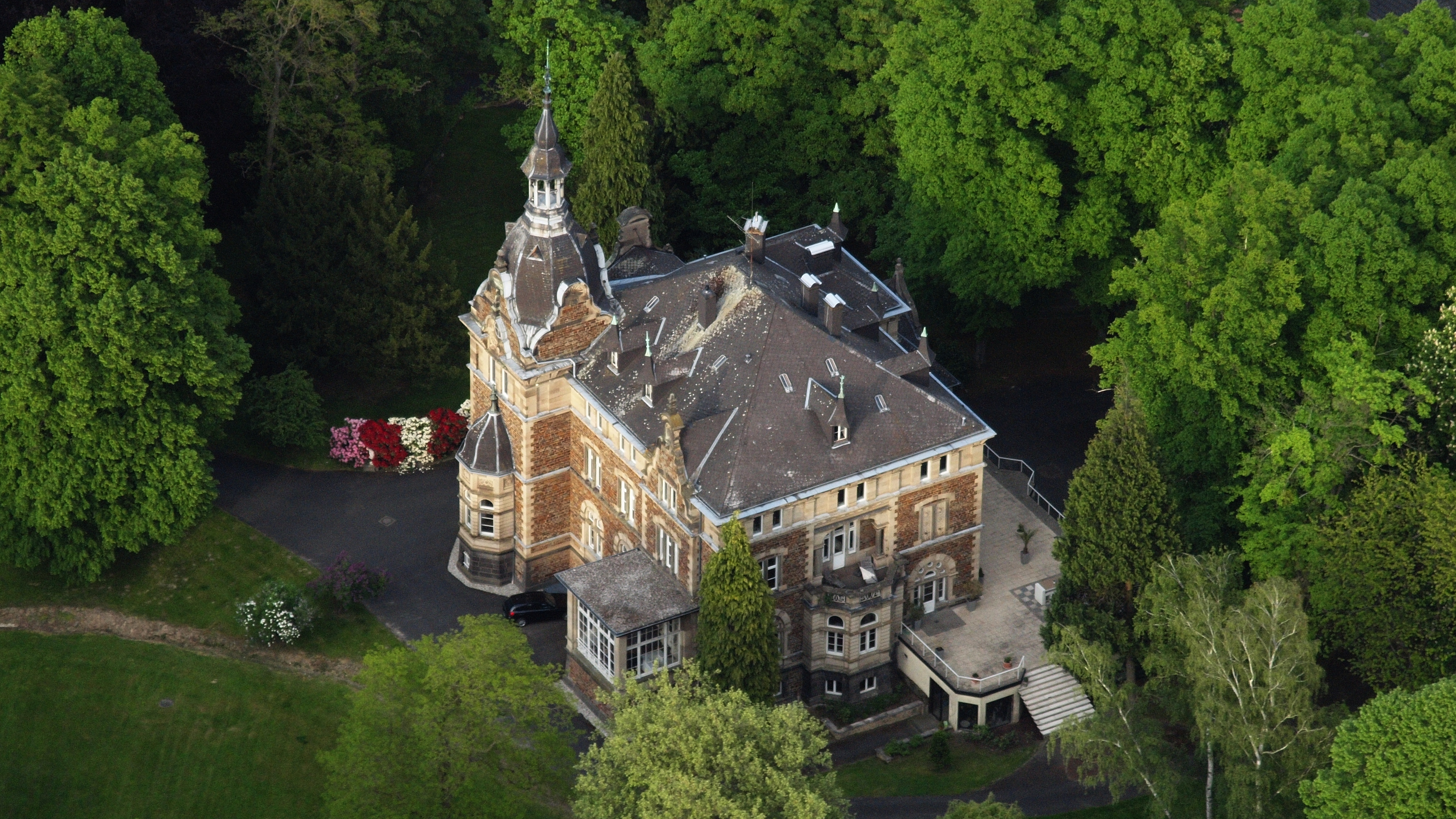
Schloss Vettelhoven

Schloss Vettelhoven ist ein romantisierend und historisierend erbautes Schloss im Ort Vettelhoven im Landkreis Ahrweiler. Das Gebäude wurde 1890 inmitten eines weitläufigen Parks im Stil der Neurenaissance erbaut.

## Baugeschichte
Der sandsteingegliederte Bau mit großem Turm, Risalit mit Volutengiebel, oktogonalem Standerker und Wintergarten, alles in prächtigen Neurenaissanceformen, konnte 1890 vollendet werden. Der Haupteingang wird von Säulen flankiert und von einem reich verzierten Giebel gekrönt. Besonders bemerkenswert sind die handwerklich gut durchgebildeten Steinmetzdetails in der Außenfassade, wie auch zahlreiche baukünstlerisch durchgestaltete Details in der Innenarchitektur. Schloss Vettelhoven ist ein Zeugnis des künstlerischen Schaffens der damaligen Epoche.

## Ortsgeschichte
Der fränkische Edle Watilo gab einst Hof und Dorf Vettelhoven im Kreis Ahrweiler den Namen. Ein Ritter Dietrich von Vettelhoven wird erstmals 1248 genannt. 1254 tritt ein Adeliger namens Richard von Vettelhoven urkundlich in Erscheinung. Seine Nachfahren bauten im 15. Jahrhundert die Burg von Vettelhoven – erste Vorläufer der heutigen Schlossanlage. Von 1430 bis 1784 besaß die Familie von Kolff das Schloss. 1551 wurde hier der spätere Trierer Kurfürst und Erzbischof Lothar von Metternich geboren. Sein Halbbruder Bernhard von Metternich und sein Stiefbruder Dam Quad von Landskron waren hier später ansässig.

## Besitzer
Der 1884 nobiltierte Elberfelder Industrieerbe, Gutsbesitzer und Politiker Julius von Bemberg-Flamersheim, von Kaiser Wilhelm II. in das Preußische Herrenhaus berufen, stattete seine Tochter Anna Charlotte von Bemberg-Flamersheim (* 1864) anlässlich ihrer Hochzeit mit einer großzügigen Mitgift aus: Anna Charlotte erhielt das von einer weitläufigen Parkanlage mit Teich und Bach umgebene Schloss im Ort Vettelhoven zum Geschenk. Sie heiratete 1887 den Juristen Guido de Weerth (* 1858), der 1906 nobilitiert den vollständigen Namen Guido de Weerth von Vettelhoven führte. Das Ehepaar hatte die Tochter Anna Wera Selma, geboren 1891 auf Vettelhoven, die später auf dem Klostergut Jakobsberg lebte, und den Sohn Guido-Wolfgang, geboren auf Vettelhoven 1895. Zeitweise führte Schloss Vettelhoven den Status eines Familienfideikommiss. Die Gutsgröße um faste 350 ha.